# Ghiacciaio Stancomb-Wills
Il ghiacciaio Stancomb-Wills (in inglese "Stancomb-Wills glacier") è un ampio ghiacciaio situato sulla costa di Caird, nella Terra di Coats, in Antartide. Il ghiacciaio fluisce verso nord fino a terminare nel mare di Weddell, a sud dell'isola Lyddan e costituisce quello che viene considerato il confine tra la Terra della Regina Maud e la Terra di Coats.

## Storia
Il ghiacciaio Stancomb-Wills è stato scoperto il 5 novembre 1967 durante un sorvolo della costa effettuato da un LC-130 della marina militare statunitense ed è stato poi mappato da parte del United States Geological Survey sulla base di fotografie scattate durante tale ricognizione. Nel 1969 esso è stato poi così battezzato dal comitato consultivo dei nomi antartici (US-ACAN) in relazione alla lingua di ghiaccio Stancomb-Wills, che costituisce il suo prolungamento sul mare di Weddell.

Tale formazione fu scoperta nel gennaio 1915 della spedizione britannica guidata da Ernest Henry Shackleton, il quale la scambiò per un promontorio, battezzandola "promontorio Stancomb-Wills" in onore di Janet Stancomb-Wills, una delle principali finanziatrici della spedizione. Solo nel 1969 lo US-ACAN corresse il nome della formazione, riconoscendo in essa una lingua di ghiaccio e non un promontorio e battezzando con lo stesso nome il ghiacciaio di cui la lingua costituisce il prolungamento in mare.